# Apostolska nunciatura na Japonskem
Apostolska nunciatura na Japonskem je diplomatsko prestavništvo (veleposlaništvo) Svetega sedeža na Japonskem, ki ima sedež v Tokiju; ustanovljena je bila 26. novembra 1919.
Trenutni apostolski nuncij je Alberto Bottari de Castello.

## Seznam apostolskih nuncijev
- Pietro Fumasoni Biondi (6. december 1919–16. junij 1921)
- Mario Giardini (7. november 1921–16. maj 1931)
- Edward Aloysius Mooney (30. marec 1931–28. avgust 1933)
- Paolo Marella (30. oktober 1933–27. oktober 1948)
- Maximilien de Fürstenberg (22. marec 1949–21. november 1959)
- Domenico Enrici (5. januar 1960–1. oktober 1962)
- Mario Cagna (13. oktober 1962–17. september 1966)
- Bruno Wüstenberg (24. oktober 1966–19. december 1973)
- Ippolito Rotoli (10. januar 1974–4. oktober 1977)
- Mario Pio Gaspari (16. november 1977–23. junij 1983)
- William Aquin Carew (30. avgust 1983–11. november 1997)
- Ambrose Battista De Paoli (11. november 1997–18. december 2004)
- Alberto Bottari de Castello (1. april 2005–danes)